# 劉敬儒
劉敬儒（1936年—）是中國八卦掌名家，中國武術九段，中国国家级非物质文化遗产八卦掌代表性传承人。

## 生平
老家在河北省高陽縣。1946年舉家搬至保定，後又搬至北京。就讀北京二十六中，期間加入校篮球队。高中畢業後，一度當過小學教師。
1957年師從骆兴武習武，其後又隨何忠祺等人習武。
2015年晉升中國武術九段。